# 三河尖街道
三河尖街道，是中华人民共和国江苏省徐州市铜山区下辖的一个乡镇级行政单位。

## 行政区划
三河尖街道下辖以下地区：
九里山社区和三河尖社区。